# International Federation of Cheerleading
Die International Federation of Cheerleading (IFC) ist ein Verband der Sportart Cheerleading mit Sitz in Tokio, Japan. 
Offiziell von der Global Association of International Sports Federations anerkannter Weltverband in der Sportart Cheerleading ist die konkurrierende International Cheer Union (ICU) mit Sitz in Memphis, Tennessee, USA.

## Geschichte
Auch wenn Cheerleading ein typisch US-amerikanischer Sport ist, wird er in über 50 Ländern der Erde ausgeübt. Um die weltweiten Aktivitäten außerhalb der USA mit seinen überwiegend kommerziellen Organisationen zu bündeln, wurde im Jahre 1998 die IFC gegründet. Stand Januar 2008 waren 43 nationale Cheerleader-Verbände der IFC angeschlossen.

## Aufgaben
Der Verband ist bestrebt, Cheerleading außerhalb Amerikas nicht nur bekannter zu machen, sondern zu erwirken, dass Cheerleading international als Sportart anerkannt wird. Mittelfristig soll erreicht werden, dass Cheerleading eine olympische Sportart wird. Neben weiteren internationalen Maßnahmen organisiert die IFC insbesondere die Cheerleading-Weltmeisterschaften.

## Weltmeisterschaften
Seit 2001 werden alle zwei Jahre Cheerleading-Weltmeisterschaften ausgetragen.
- 2001: Tokio, Japan
- 2003: Manchester, Vereinigtes Königreich
- 2005: Tokio, Japan
- 2007: Helsinki, Finnland
- 2009: Bremen, Deutschland
- 2011: Hongkong
- 2013: Bangkok, Thailand
- 2015: Berlin, Deutschland
- 2017: Takasaki, Japan
- 2019: Takasaki, Japan
- 2023: Takasaki, Japan

## Executive Board
Präsident der IFC ist Setsuo Nakamura. Er wird unterstützt von seiner Vizepräsidentin Liudmila Zueva (Russland) und dem Vizepräsidenten Robert Huber (Deutschland), Präsident des AFVD.

## Kontinentalverbände
Die IFC erkennt Stand 2021 drei Kontinentalverbände an:
- Amerikas: Pan-American Federation of Cheerleading (PFC)
- Asien: Asian Federation of Cheerleading (AFC)
- Europa: European Cheerleading Association (ECA)